# Журден, Амабль Луи Мария Мишель
Амабль Луи Мария Мишель Журден (фр. Amable Jourdain, 1788—1818) — французский востоковед.

## Биография
Сын Ансельма Луи Бернара Брешилье Журдена, отец Шарля Мария Габриэля Брешилье Журдена.
Основные работы Журдена — «Персия, или Описание управления, верований и литературы этой империи» (фр. «La Perse ou Tableau de gouvernement, de la religion et de la littérature de cet empire», 1814) и опубликованные в 1819 г., посмертно «Критические разыскания о возрасте и происхождении древних латинских переводов Аристотеля и о греческих или арабских источниках, использовавшихся учёными схоластами» (фр. «Recherches critiques sur l'âge et l'origine des anciennes traductions latines d'Aristote et sur les documents grecs ou arabes employés par les docteurs scholastiques»); в этом последнем труде впервые, как считается, обобщены сведения о влиянии арабской философии на средневековых латинских схоластов.